# El Extrarradio (emisora de radio)
El Extrarradio es una emisora de radio en línea que inició sus emisiones el 6 de noviembre de 2012, puesta en marcha por un grupo de periodistas gracias al micromecenazgo. En noviembre de 2013, fue galardonada con el Premio Nacional de Radio a la Innovación Radiofónica en la 60.ª edición de los Premios Ondas. En febrero de 2014 recibió el Premio de la Academia de la Radio Luis Arribas Castro a la Innovación Radiofónica.

## Historia
Inició emisiones el 6 de noviembre de 2012 con una parrilla de 12 programas de temática diversa como literatura, entrevistas, reportajes, relatos dramatizados o contenido de compromiso social. Los programas de El Extrarradio se presentan en formato de cápsulas radiofónicas de breve duración que pueden escucharse, en diferido, a través de la página web oficial de la emisora así como en las diferentes plataformas de distribución de podcasts. El proyecto nació tras una campaña de micromecenazgo de 40 días con la que se recaudaron los fondos necesarios para el inicio de emisiones.
El 30 de octubre de 2013, el jurado de la 60.ª edición de los Premios Ondas anunciaba el fallo del Premio Nacional de Radio a la Innovación Radiofónica, otorgado ex aequo a El Extrarradio y a "Yu - No te pierdas nada" de Los 40 Principales. Los galardones se entregaron el 20 de noviembre de 2013 en una gala celebrada en el Gran Teatro del Liceo de Barcelona. 
El 13 de febrero de 2014, coincidiendo con la celebración del día Internacional de la Radio, El Extrarradio es galardonado con el Premio Luis Arribas Castro a la Innovación Radiofónica que concede la Academia de las Artes y las Ciencias de la Radio en Cataluña.
Coincidiendo con el estreno de su tercera temporada, El Extrarradio apuesta por un cambio de imagen renovando su logotipo y su página web. Además, nuevos programas son incorporados a la parrilla, como el cabaret radiofónico "Mísero Palace". 
El 25 de noviembre de 2014, con motivo del Día Internacional contra la Violencia de Género, el reportaje "Niñas bacha posh: los niños inventados", emitido en el programa "El año que vivimos peligrosamente", es galardonado con el XI Premio de Periodismo "Carmen Goes" 2014 que entrega la Asociación de la Prensa de Melilla junto a la Viceconsejería de la Mujer de la ciudad autónoma.

## Programación
El Extrarradio emite trece programas de distinta temática, entre otros:
- El látigo de Joyce: programa dedicado al mundo de la literatura y sus protagonistas.
- Cuando éramos periodistas: entrevistas a personajes del mundo del periodismo y la comunicación. Entre otros, el programa ha contado con las visitas de Iñaki Gabilondo, Ana Pastor García, Rosa María Calaf, Pedro J Ramírez o Antonio García Ferreras
- El año que vivimos peligrosamente: reportajes en profundidad y documentales sonoros sobre Internacional y Política.
- Soy tú: reportajes y entrevistas de contenido social.
- La buena gente: programa que recoge iniciativas solidarias y que fomenta la solidaridad. 
- Esto no es Kansas: reportajes que se adentran en el mundo del cine. 
- La Japonesa: conversaciones con una ciudadana japonesa afincada en España
RADIOFICCIÓN:
El Extrarradio emite tres programas de radioficción: 
- Mísero Palace: cabaret radiofónico elaborado por el colectivo de poesía callejera "Prostíbulo poético"
- Relatando: programa de breves microrrelatos de elaboración propia e interpretados por actores. Ha contado con la colaboración, entre otros, de la actriz Leonor Watling
- El Submarino: programa de radioficción.